# Selaawi (Selaawi)
Selaawi is een bestuurslaag in het regentschap Garut van de provincie West-Java, Indonesië. Selaawi telt 4535 inwoners (volkstelling 2010).